# Gustavo Quinteros
Gustavo Domingo Quinteros (Santa Fe, 15 februari 1965) is een voormalig Argentijns-Boliviaans voetballer, die speelde als verdediger en werd geboren in Argentinië. Hij beëindigde zijn actieve loopbaan in 1999 bij de Argentijnse club Argentinos Juniors. Nadien stapte hij het trainersvak in.

## Clubcarrière
Quinteros begon zijn professionele loopbaan in 1987 bij Talleres en kwam daarnaast uit voor de Boliviaanse clubs The Strongest en Club San José. Ook speelde hij voor het Argentijnse San Lorenzo. Met Club Bolívar won hij zesmaal de Boliviaanse landstitel.

## Interlandcarrière
Quinteros speelde in totaal zesentwintig interlands voor Bolivia in de periode 1993–1999. Onder leiding van de Baskische bondscoach Xabier Azkargorta maakte hij zijn debuut op 29 januari 1993 in de vriendschappelijke thuiswedstrijd tegen Honduras (3-1), net als José María Romero, Darío Rojas en Marco Antonio Sandy. Quinteros nam met Bolivia driemaal deel aan de strijd om de CONMEBOL Copa América (1991, 1995 en 1999). Tevens maakte hij deel uit van de selectie die deelnam aan het wereldkampioenschap voetbal 1994 in de Verenigde Staten.

## Bondscoach

### Bolivia
Van 2010 tot 2012 was Quinteros bondscoach van Bolivia, als opvolger van Eduardo Villegas. In dertien duels onder zijn leiding behaalde de selectie slechts twee overwinningen. Hij werd bij La Verde opgevolgd door Xabier Azkargorta, de coach die hem als speler had laten debuteren in de nationale ploeg.
| Interlands Bolivia onder leiding van Gustavo Quinteros | Interlands Bolivia onder leiding van Gustavo Quinteros | Interlands Bolivia onder leiding van Gustavo Quinteros | Interlands Bolivia onder leiding van Gustavo Quinteros | Interlands Bolivia onder leiding van Gustavo Quinteros | Interlands Bolivia onder leiding van Gustavo Quinteros |
| №                                                      | Datum                                                  | Wedstrijd                                              | Uitslag                                                | Competitie                                             |                                                        |
| ------------------------------------------------------ | ------------------------------------------------------ | ------------------------------------------------------ | ------------------------------------------------------ | ------------------------------------------------------ | ------------------------------------------------------ |
| 1                                                      | 9 februari 2011                                        | Letland – Bolivia                                      | 2 – 1                                                  | Oefeninterland                                         |                                                        |
| 2                                                      | 25 maart 2011                                          | Panama – Bolivia                                       | 2 – 0                                                  | Oefeninterland                                         |                                                        |
| 3                                                      | 28 maart 2011                                          | Guatemala – Bolivia                                    | 1 – 1                                                  | Oefeninterland                                         |                                                        |
| 4                                                      | 4 juni 2011                                            | Bolivia – Paraguay                                     | 0 – 2                                                  | Copa Paz del Chaco                                     |                                                        |
| 5                                                      | 7 juni 2011                                            | Paraguay – Bolivia                                     | 0 – 0                                                  | Copa Paz del Chaco                                     |                                                        |
| 6                                                      | 1 juli 2011                                            | Argentinië – Bolivia                                   | 1 – 1                                                  | Copa América                                           |                                                        |
| 7                                                      | 7 juli 2011                                            | Bolivia – Costa Rica                                   | 0 – 2                                                  | Copa América                                           |                                                        |
| 7                                                      | 10 juli 2011                                           | Colombia – Bolivia                                     | 2 – 0                                                  | Copa América                                           |                                                        |
| 8                                                      | 10 augustus 2011                                       | Bolivia – Panama                                       | 1 – 3                                                  | Oefeninterland                                         |                                                        |
| 9                                                      | 2 september 2011                                       | Peru – Bolivia                                         | 2 – 2                                                  | Oefeninterland                                         |                                                        |
| 10                                                     | 5 september 2011                                       | Bolivia – Peru                                         | 0 – 0                                                  | Oefeninterland                                         |                                                        |
| 11                                                     | 7 oktober 2011                                         | Uruguay – Bolivia                                      | 4 – 2                                                  | WK-kwalificatie                                        |                                                        |
| 12                                                     | 11 oktober 2011                                        | Bolivia – Colombia                                     | 1 – 2                                                  | WK-kwalificatie                                        |                                                        |
| 13                                                     | 15 november 2011                                       | Venezuela – Bolivia                                    | 1 – 0                                                  | WK-kwalificatie                                        |                                                        |
| 14                                                     | 29 februari 2012                                       | Bolivia – Cuba                                         | 1 – 0                                                  | Oefeninterland                                         |                                                        |
| 15                                                     | 2 juni 2012                                            | Bolivia – Chili                                        | 0 – 2                                                  | WK-kwalificatie                                        |                                                        |
| 16                                                     | 9 juni 2012                                            | Bolivia – Paraguay                                     | 3 – 1                                                  | WK-kwalificatie                                        |                                                        |

### Ecuador
Quinteros werd begin 2015 aangesteld als bondscoach van het Ecuadoraans voetbalelftal, nadat hij de Ecuadoraanse club CS Emelec gedurende drie seizoenen gecoacht had.
| Interlands Ecuador onder leiding van Gustavo Quinteros | Interlands Ecuador onder leiding van Gustavo Quinteros | Interlands Ecuador onder leiding van Gustavo Quinteros | Interlands Ecuador onder leiding van Gustavo Quinteros | Interlands Ecuador onder leiding van Gustavo Quinteros | Interlands Ecuador onder leiding van Gustavo Quinteros |
| №                                                      | Datum                                                  | Wedstrijd                                              | Uitslag                                                | Competitie                                             |                                                        |
| ------------------------------------------------------ | ------------------------------------------------------ | ------------------------------------------------------ | ------------------------------------------------------ | ------------------------------------------------------ | ------------------------------------------------------ |
| 1                                                      | 28 maart 2015                                          | Mexico – Ecuador                                       | 1 – 0                                                  | Oefeninterland                                         |                                                        |
| 2                                                      | 31 maart 2015                                          | Argentinië – Ecuador                                   | 2 – 1                                                  | Oefeninterland                                         |                                                        |
| 3                                                      | 3 juni 2015                                            | Panama – Ecuador                                       | 1 – 1                                                  | Oefeninterland                                         |                                                        |
| 4                                                      | 6 juni 2015                                            | Ecuador – Panama                                       | 4 – 0                                                  | Oefeninterland                                         |                                                        |
| 5                                                      | 11 juni 2015                                           | Chili – Ecuador                                        | 2 – 0                                                  | Copa América                                           |                                                        |
| 6                                                      | 15 juni 2015                                           | Ecuador – Bolivia                                      | 2 – 3                                                  | Copa América                                           |                                                        |
| 7                                                      | 19 juni 2015                                           | Mexico – Ecuador                                       | 1 – 2                                                  | Copa América                                           |                                                        |
| 8                                                      | 8 september 2015                                       | Ecuador – Honduras                                     | 2 – 0                                                  | Oefeninterland                                         |                                                        |
| 9                                                      | 8 oktober 2015                                         | Argentinië – Ecuador                                   | 0 – 2                                                  | WK-kwalificatie                                        |                                                        |
| 10                                                     | 13 oktober 2015                                        | Ecuador – Bolivia                                      | 2 – 0                                                  | WK-kwalificatie                                        |                                                        |
| 11                                                     | 12 november 2015                                       | Ecuador – Uruguay                                      | 2 – 1                                                  | WK-kwalificatie                                        |                                                        |
| 12                                                     | 17 november 2015                                       | Venezuela – Ecuador                                    | 1 – 3                                                  | WK-kwalificatie                                        |                                                        |
| 13                                                     | 24 maart 2016                                          | Ecuador – Paraguay                                     | 2 – 2                                                  | WK-kwalificatie                                        |                                                        |
| 14                                                     | 29 maart 2016                                          | Colombia – Ecuador                                     | 3 – 1                                                  | WK-kwalificatie                                        |                                                        |
| 15                                                     | 25 mei 2016                                            | Verenigde Staten – Ecuador                             | 1 – 0                                                  | Oefeninterland                                         |                                                        |
| 16                                                     | 4 juni 2016                                            | Brazilië – Ecuador                                     | 0 – 0                                                  | Copa América Centenario                                |                                                        |
| 17                                                     | 8 juni 2016                                            | Ecuador – Peru                                         | 2 – 2                                                  | Copa América Centenario                                |                                                        |
| 18                                                     | 12 juni 2016                                           | Ecuador – Haïti                                        | 4 – 0                                                  | Copa América Centenario                                |                                                        |
| 19                                                     | 16 juni 2016                                           | Verenigde Staten – Ecuador                             | 2 – 1                                                  | Copa América Centenario                                |                                                        |
| 20                                                     | 1 september 2016                                       | Ecuador – Brazilië                                     | 0 – 3                                                  | WK-kwalificatie                                        |                                                        |
| 21                                                     | 6 september 2016                                       | Peru – Ecuador                                         | 2 – 1                                                  | WK-kwalificatie                                        |                                                        |
| 22                                                     | 6 oktober 2016                                         | Ecuador – Chili                                        | 3 – 0                                                  | WK-kwalificatie                                        |                                                        |
| 23                                                     | 11 oktober 2016                                        | Bolivia – Ecuador                                      | 2 – 2                                                  | WK-kwalificatie                                        |                                                        |
| 24                                                     | 10 november 2016                                       | Uruguay – Ecuador                                      | 2 – 1                                                  | WK-kwalificatie                                        |                                                        |
| 25                                                     | 15 november 2016                                       | Ecuador – Venezuela                                    | 3 – 0                                                  | WK-kwalificatie                                        |                                                        |

## Erelijst
Als speler
 Talleres
- Primera B Metropolitana: 1987/88

 The Strongest
- Primera División: 1989, 1993

 San Lorenzo
- Primera División: 1995 Clausura

Als trainer
 Blooming
- Primera División: 2005 Apertura

 Bolivar
- Primera División: 2009 Apertura

 Oriente Petrolero
- Torneo de Invierno: 2010
- Primera División: 2010 Clausura

 Emelec
- Liga Pro: 2013, 2014

 Universidad Católica
- Supercopa de Chile: 2019
- Primera División: 2019